# 500 Miglia di Indianapolis 2003

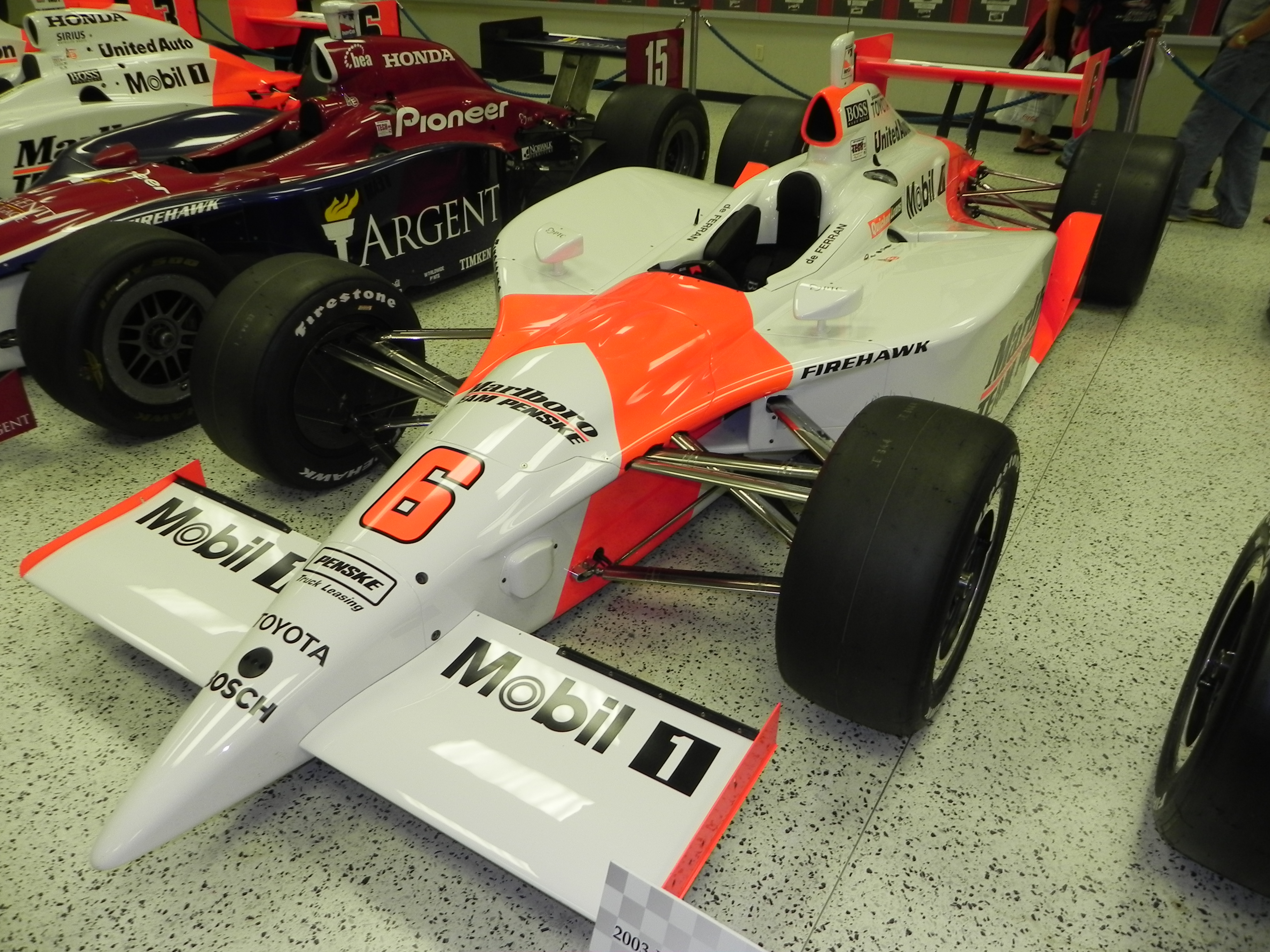
L'auto del vincitore Gil de Ferran

La 500 Miglia di Indianapolis del 2003, giunta alla sua 87ª edizione, si corse domenica 25 maggio 2003 sull'ovale dell'Indianapolis Motor Speedway.
Hélio Castroneves, vincitore delle due precedenti edizioni, conquistò la pole position alla velocità di 231,725 miglia orarie (372,925 km/h), ma la vittoria andò al suo compagno di squadra e connazionale Gil de Ferran.

## Contesto
La grande notizia del periodo fu il ritiro di Michael Andretti, che annunciò che quella di Indianapolis sarebbe stata la sua ultima gara, e che si sarebbe ritirato immediatamente per concentrarsi alla gestione del suo team.
In primavera uno dei grandi protagonisti, Dario Franchitti, si infortunò in un incidente motociclistico, che lo costrinse a saltare molte gare di quell'anno. Robby Gordon lo sostituì nella gara dell'Indiana.
Greg Ray corse con la vettura nº13, numero che dal 1926 fino al 2002 era vietato a causa della superstizione.

## Calendario di gara
| Calendario di gara — Aprile/Maggio 2003 | Calendario di gara — Aprile/Maggio 2003 | Calendario di gara — Aprile/Maggio 2003 | Calendario di gara — Aprile/Maggio 2003 | Calendario di gara — Aprile/Maggio 2003 | Calendario di gara — Aprile/Maggio 2003 | Calendario di gara — Aprile/Maggio 2003 |
| Dom                                     | Lun                                     | Mar                                     | Mer                                     | Gio                                     | Ven                                     | Sab                                     |
| --------------------------------------- | --------------------------------------- | --------------------------------------- | --------------------------------------- | --------------------------------------- | --------------------------------------- | --------------------------------------- |
| 20                                      | 21 ROP                                  | 22 Test                                 | 23 Test                                 | 24                                      | 25                                      | 26                                      |
| 27                                      | 28                                      | 29                                      | 30                                      | 1                                       | 2                                       | 3 Mini-Maratona                         |
| 4 Giorno iniziale                       | 5 Prove                                 | 6 Prove                                 | 7 Prove                                 | 8 Prove                                 | 9 Prove                                 | 10 Pole Day                             |
| 11 Pole Day                             | 12                                      | 13                                      | 14 Prove                                | 15 Prove                                | 16 Prove                                | 17 Prove                                |
| 18 Prove cronometrate                   | 19                                      | 20                                      | 21                                      | 22 Carb Day                             | 23                                      | 24 Parata                               |
| 25 Indy 500                             | 26 Memorial Day                         | 27                                      | 28                                      | 29                                      | 20                                      | 31                                      |

| \| Colore \| Note \| \| ------- \| ------------------------- \| \| Verde \| Prove \| \| Blu \| Prove cronometrate \| \| Argento \| Giorno di gara \| \| Rosso \| Pioggia* \| \| Vuoto \| Nessuna attività in pista \| * Include giorni dove l'attività in pista fu limitata dalla pioggia ROP — denota Rookie Orientation Program |                           |
| Colore | Note                      |
| Verde | Prove                     |
| Blu | Prove cronometrate        |
| Argento | Giorno di gara            |
| Rosso | Pioggia*                  |
| Vuoto | Nessuna attività in pista |

| Colore  | Note                      |
| ------- | ------------------------- |
| Verde   | Prove                     |
| Blu     | Prove cronometrate        |
| Argento | Giorno di gara            |
| Rosso   | Pioggia*                  |
| Vuoto   | Nessuna attività in pista |

## Griglia di partenza
| Fila | Interno | Interno               | Centro | Centro             | Esterno | Esterno           |
| ---- | ------- | --------------------- | ------ | ------------------ | ------- | ----------------- |
| 1    | 3       | Hélio Castroneves (W) | 11     | Tony Kanaan        | 27      | Robby Gordon      |
| 2    | 9       | Scott Dixon (R)       | 26     | Dan Wheldon (R)    | 15      | Kenny Bräck (W)   |
| 3    | 12      | Toranosuke Takagi (R) | 32     | Tony Renna (R)     | 8       | Scott Sharp       |
| 4    | 6       | Gil de Ferran         | 55     | Roger Yasukawa (R) | 10      | Tomas Scheckter   |
| 5    | 7       | Michael Andretti      | 13     | Greg Ray           | 54      | Shinji Nakano (R) |
| 6    | 21      | Felipe Giaffone       | 31     | Al Unser Jr. (W)   | 4       | Sam Hornish Jr.   |
| 7    | 52      | Buddy Rice (R)        | 2      | Jaques Lazier      | 91      | Buddy Lazier (W)  |
| 8    | 24      | Robbie Buhl           | 14     | A. J. Foyt IV (R)  | 23      | Sarah Fisher      |
| 9    | 20      | Alex Barron           | 22     | Vítor Meira (R)    | 19      | Jimmy Vasser      |
| 10   | 99      | Richie Hearn          | 98     | Billy Boat         | 5       | Shigeaki Hattori  |
| 11   | 44      | Robby McGehee         | 18     | Jimmy Kite         | 41      | Airton Daré       |

## Riassunto della gara
La gara parte alle 11 del mattino, con Castroneves che mantiene la prima posizione per i successivi 16 giri. La prima bandiera gialla arriva al 9º giro, quando Billy Boat si ferma col motore rotto in curva 2. Alla ripartenza, al 15º giro, Sarah Fisher si gira e sbatte in curva 3. Dopo il primo giro di pit stop, Scott Dixon passa al comando, al 17º giro.
Al giro 61 Richie Hearn prende lo sporco in curva 2 e colpisce il muro esterno. Jaques Lazier, per evitare l'incidente, va a sbattere contro il muro interno di curva 2. Tutti e due i piloti sono costretti al ritiro.
Nel frattempo, Michael Andretti passa a comandare la gara per 28 giri, quando al 98º giro, dopo il suo pit stop, si deve ritirare per un problema all'acceleratore. Si chiude così la carriera di uno dei piloti più conosciuti della storia della Indycar.
Il comando della gara passa di mano in mano molte volte, da Tomas Scheckter a Tony Kanaan fino anche a Jimmy Vasser. I due favoriti alla vittoria, Gil de Ferran ed Hélio Castroneves, rimangono all'interno dei primi cinque.
Al 127º giro, Airton Daré sbatte in curva due, causando una bandiera gialla e permettendo ai piloti di testa di fare i propri pit stop. Castroneves è più veloce di Scheckter e riprende il comando della gara, con de Ferran al terzo posto. Alla ripartenza, avvenuta al 135º giro, de Ferran sorpassa Scheckter e si prende la seconda posizione. 
I due piloti del team Penske mantengono le loro posizioni anche dopo le loro ultime soste, tra il 165º e il 168º giro. Dopo vari periodi di bandiera gialla e ripartenze, Castroneves si trova dietro al doppiato A.J. Foyt IV, senza provare il sorpasso (in precedenza tra i due c'era stato un contatto, che per fortuna non aveva costretto nessuno dei due al ritiro). De Ferran sfrutta il momento e supera Castroneves in curva 3 al 169º giro. Robby Gordon si ritira al 172º giro con la trasmissione rotta, causando un'altra bandiera gialla. A 25 giri dalla fine de Ferran è ancora al primo posto, davanti a Castroneves.
Al 182º giro si ritira Scott Sharp, dopo aver sbattuto in curva 1 e causando l'ennesima gialla. Al 186º giro c'è la ripartenza, ma al giro successivo, Dan Wheldon si gira in curva 3 e si cappotta. Nel periodo della "caution" Scott Dixon, nel tentativo di scaldare le gomme, esagera e sbatte contro il muro interno del rettilineo di partenza, dovendosi ritirare. La ripartenza avviene a 6 giri dalla fine, con Castroneves che tenta di tutto per sorpassare de Ferran, ma quest'ultimo resiste e vince la gara. I due esultano per il risultato arrampicandosi sulle reti di protezione del rettilineo principale.

## Risultati
| Pos. | Partito | N° | Pilota            | Telaio  | Motore    | Giri | Tempo / Causa ritiro | Team                                    |
| ---- | ------- | -- | ----------------- | ------- | --------- | ---- | -------------------- | --------------------------------------- |
| 1    | 10      | 6  | Gil de Ferran     | G-Force | Toyota    | 200  | 3h11'56.989          | Marlboro Team Penske                    |
| 2    | 1       | 3  | Hélio Castroneves | Dallara | Toyota    | 200  | + 0.299              | Marlboro Team Penske                    |
| 3    | 2       | 11 | Tony Kanaan       | Dallara | Honda     | 200  | + 1.248              | Team 7-Eleven                           |
| 4    | 12      | 10 | Tomas Scheckter   | G-Force | Toyota    | 200  | + 1.685              | Target Chip Ganassi                     |
| 5    | 7       | 12 | Toranosuke Takagi | G-Force | Toyota    | 200  | + 1.961              | Pioneer Mo Nunn Racing                  |
| 6    | 25      | 20 | Alex Barron       | G-Force | Toyota    | 200  | + 6.004              | Meijer Mo Nunn Racing                   |
| 7    | 8       | 32 | Tony Renna        | Dallara | Toyota    | 200  | + 7.488              | Cure Autism Now/HomeMed                 |
| 8    | 14      | 13 | Greg Ray          | G-Force | Honda     | 200  | + 11.567             | Trim Spa                                |
| 9    | 17      | 31 | Al Unser Jr.      | Dallara | Toyota    | 200  | + 17.416             | Corteco                                 |
| 10   | 11      | 55 | Roger Yasukawa    | Dallara | Honda     | 199  | + 1 giro             | Panasonic ARTA                          |
| 11   | 19      | 52 | Buddy Rice        | Dallara | Chevrolet | 199  | + 1 giro             | Red Bull                                |
| 12   | 26      | 22 | Vitor Meira       | Dallara | Chevrolet | 199  | + 1 giro             | Metabolife/Menards/Johns Manville       |
| 13   | 32      | 18 | Jimmy Kite        | Dallara | Chevrolet | 197  | + 3 giri             | Denny Hecker’s Auto Connection          |
| 14   | 15      | 54 | Shinji Nakano     | Dallara | Honda     | 196  | + 4 giri             | Beard Papa’s                            |
| 15   | 18      | 4  | Sam Hornish Jr.   | Dallara | Chevrolet | 195  | Motore               | Pennzoil                                |
| 16   | 6       | 15 | Kenny Bräck       | Dallara | Honda     | 195  | + 5 giri             | Pioneer/Miller Lite                     |
| 17   | 4       | 9  | Scott Dixon       | G-Force | Toyota    | 191  | Incidente            | Target Chip Ganassi                     |
| 18   | 23      | 14 | A.J. Foyt IV      | Dallara | Toyota    | 189  | + 11 giri            | Conseco                                 |
| 19   | 5       | 26 | Dan Wheldon       | Dallara | Honda     | 186  | Incidente            | Klein Tools/Jim Bean                    |
| 20   | 9       | 8  | Scott Sharp       | Dallara | Toyota    | 181  | Incidente            | Delphi                                  |
| 21   | 21      | 91 | Buddy Lazier      | Dallara | Chevrolet | 171  | Motore               | Victory Brand/Delta Faucet/Life Fitness |
| 22   | 3       | 27 | Robby Gordon      | Dallara | Honda     | 169  | Trasmissione         | Archipelago/Motorola                    |
| 23   | 22      | 24 | Robbie Buhl       | Dallara | Chevrolet | 147  | Motore               | Purex/Aventis                           |
| 24   | 33      | 41 | Airton Daré       | G-Force | Toyota    | 125  | Incidente            | Conseco                                 |
| 25   | 31      | 44 | Robby McGehee     | Dallara | Chevrolet | 125  | Sterzo               | Pedigo Chevrolet                        |
| 26   | 27      | 19 | Jimmy Vasser      | Dallara | Honda     | 102  | Trasmissione         | Argent Mortgage                         |
| 27   | 13      | 7  | Michael Andretti  | Dallara | Honda     | 94   | Acceleratore         | Team 7-Eleven                           |
| 28   | 28      | 99 | Richie Hearn      | G-Force | Toyota    | 61   | Incidente            | Contour Hardening/Curb-Agajanian        |
| 29   | 20      | 2  | Jacques Lazier    | Dallara | Chevrolet | 61   | Incidente            | Menards/Johns Manville                  |
| 30   | 30      | 5  | Shigeaki Hattori  | Dallara | Toyota    | 19   | Sistema carburante   | Epson                                   |
| 31   | 24      | 23 | Sarah Fisher      | Dallara | Chevrolet | 14   | Motore               | AOL/GMAC/Raybestos                      |
| 32   | 29      | 98 | Billy Boat        | Dallara | Chevrolet | 7    | Motore               | Pedigo Chevrolet                        |
| 33   | 16      | 21 | Felipe Giaffone   | G-Force | Toyota    | 6    | Problema elettrico   | Hollywood Cigarettes                    |

Tutte le vetture utilizzavano pneumatici Firestone.